# Domenico Maria Fratta
Domenico Maria Fratta, né le 18 mars 1696 à Bologne et mort dans la même ville le 10 août 1763, est un peintre et graveur baroque italien du XVIIIe siècle actif principalement à Bologne.

## Biographie
Né à Bologne en 1696, Domenico Maria Fratta a étudié auprès de Giovanni Maria Viani, Carlo Antonio Rambaldi et Donato Creti. Il a par la suite abandonné la peinture pour se consacrer entièrement à la gravure, où il a connu une grande renommée. Il est plus tard devenu membre de l'Academia Clementina (l'Académie des beaux-arts de Bologne).